# 루프트한자
루프트한자(독일어: Lufthansa)는 독일의 국책항공사다. 운송 수의 경우 세계 6위이고, 전 세계 100개국 200개 도시로 운항하는 항공사로 또한 파트너 그룹과 함께 410개 도시를 운항한다. 독일어로 ‘루프트'는 영어의 air와 같은 의미인 '공기', '항공'을 뜻하고, '한자'는 옛 독일 북부 도시들을 중심으로 여러 도시 사이에서 이루어진 무역 공동체 한자동맹에서 따왔다. 독일 노르트라인베스트팔렌주 쾰른에 본사가 있으며, 허브 공항은 프랑크푸르트암마인 공항, 뮌헨 국제공항에 2번째 허브 공항이 있다. 현재는 19개의 멤버사가 있고 3개의 지역 멤버사가 있다. 루프트한자 그룹은 700대 이상의 항공기와 전 세계에 걸쳐 100,000명에 가까운 고용자를 보유하고 있다. 현재 프랑크푸르트와 뮌헨을 기점으로 유럽을 비롯하여 아메리카, 중동, 아시아, 아프리카 등 6개 대륙에 취항하고 있다. 심볼의 모티브가 되고 있는 새는 두루미로, 조류 중에서 가장 크며 동화 이야기 중 천국의 사용, 행운을 부르는 새와 장수의 상징으로 다루고 있기 때문에 야생동물을 보호하는 활동을 하고 있다. 세계 최초로 보잉 747-8I를 도입한 항공사인 동시에, 가장 많은 보잉 747-8I를 운용하는 항공사이기도 하다. 또한 에어버스 A340의 큰 고객사 중 하나였다.

## 역사

### 전후 개혁

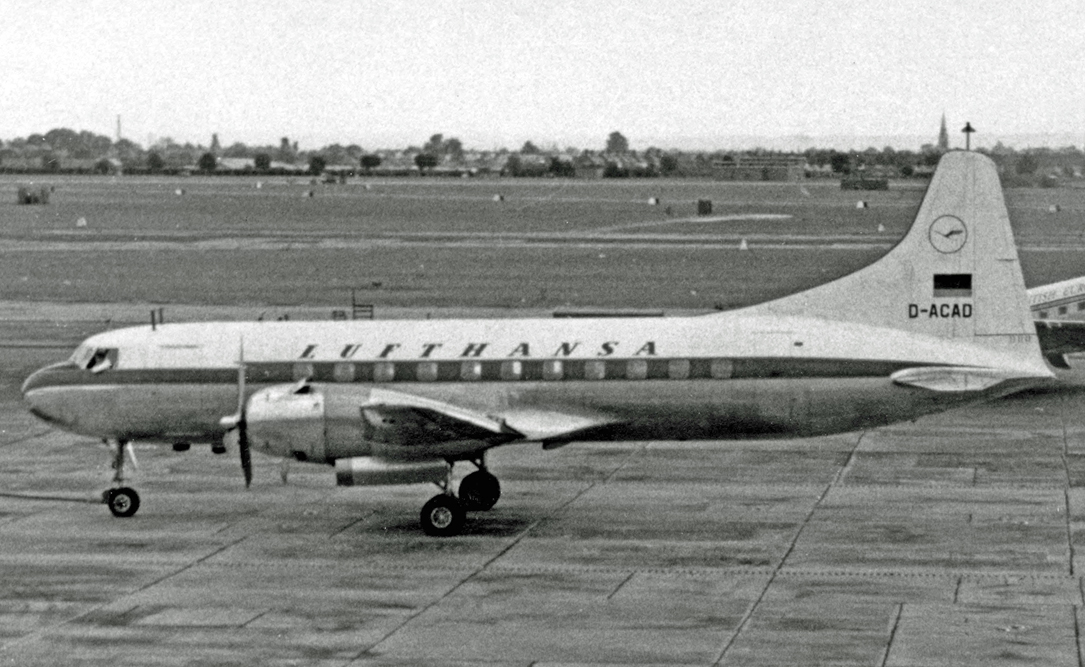
루프트한자의 콘베어 340

1917년 12월 하퍼그, 제플린, AEG가 함께 공동으로 DLR를 설립했다. 1919년 2월 베를린에서 바이마르 간 노선을 취항했다. 1923년에 독일 DLR을 비롯한 도이치 에어로 로이드와 함께 새로운 회사를 설립했다. 1926년 베를린에서 도이치 루프트한자 주식회사(독일어: Deutsche Luft Hansa Aktiengesellschaft)로 설립되어 운항했다. 이후에 유럽, 아시아에 노선을 취항을 시도했으나 제2차 세계대전에서 독일이 패전하면서 1945년에 영업이 중지되었다.
1951년에 회사가 청산했으나 이후에 1953년 연방 정부, 독일국립철도, 노르트라인베스트팔렌주 정부에서 합작하여 재건했지만 독일이 동독과 서독으로 분단되면서 서독의 국영 항공사가 되었다. 1954년 현재의 이름으로 상호를 변경했다.
1955년 4월에 서독 내에서 최초로 항공편 예약을 실시했으며 같은 해 5월부터 뉴욕에 취항했다. 같은 해 동독도 같은 사명으로 항공사를 설립했으나 서독이 동일한 브랜드로 사용했다는 이유로 소송을 하게 되자 1963년에 이 회사를 청산하고 동독의 항공사인 인터 플러그란 회사로 별도로 설립하게 되었다.

### 제트기의 도입

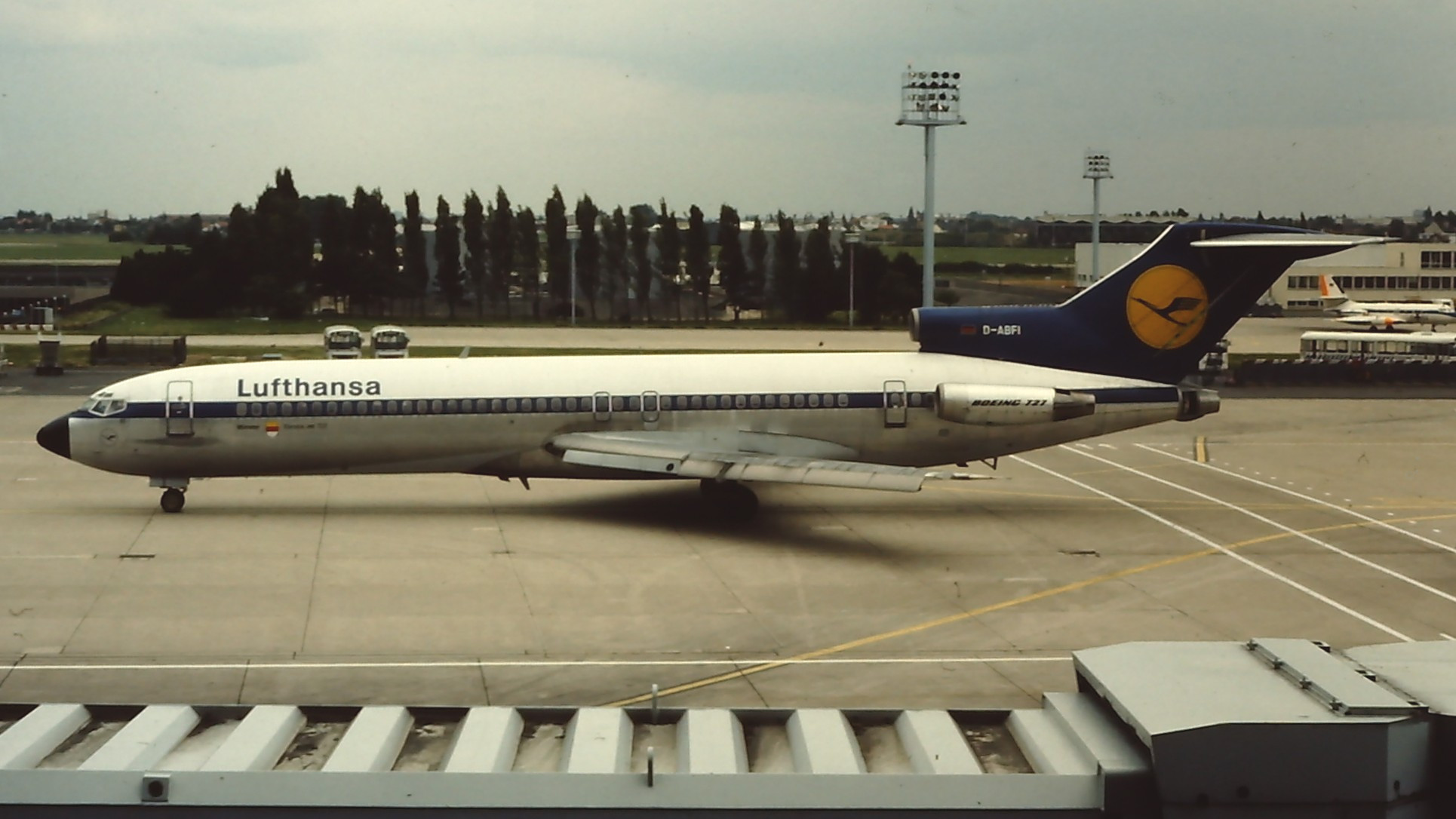
루프트한자의 보잉 727-200

1958년에 루프트한자는 4대의 보잉 707을 주문해 제트기 서비스를 시작하면서 최초로 프랑크푸르트에 취항했다. 1960년 3월 뉴욕에 취항했으며 보잉 720 기종의 경우 나중에 보잉 707 기종을 업데이트를 하기 위해 주문했다. 특히 이 시기는 진보와 무한한 성장의 신념에 의해 주도 되었고 당시 제트기 도입에 많은 관심을 가지고 있었다.
1961년 2월에 극동 노선에 진출한 데 이어 1962년에 방콕, 홍콩, 도쿄, 라고스, 나이지리아, 요하네스버그에 추가로 취항했다. 1963년에 장거리 프로펠러형 항공기를 도입했으며 1964년에 보잉 727을 기종을 도입한데 이어 같은 해 5월에 프랑크푸르트에서 도쿄 간 폴라 루트를 개설했다.
1965년 2월 회사는 21대의 보잉 737-100을 주문했으며 같은 해 오스트레일리아에 취항했다. 1966년에 튀니스에 취항했으며 같은 해 12월에 보잉 737 기종을 도입한 회사가 되었다. 1967년에 최초로 콜롬비아에 취항했으며 1968년에 경영난으로 인해 수드 플러그 항공사를 인수해 합병했다.

### 와이드 바디 시대

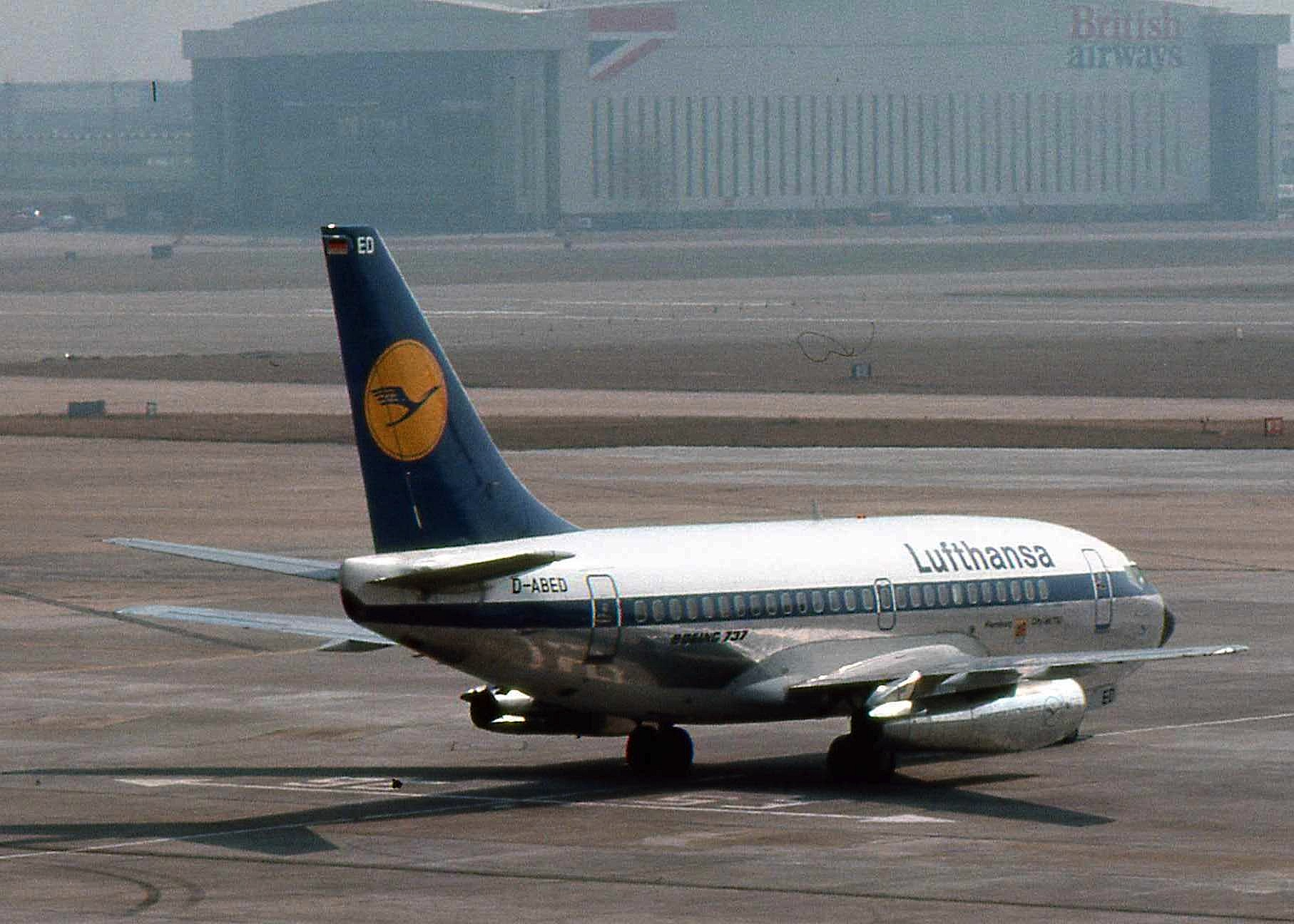
루프트한자의 보잉 737-100

1970년에 최초로 보잉 747-100 기종을 도입했으며, 1971년에 최초로 남아메리카에 취항했다. 1976년에 에어버스 A300 기종을 도입한데 이어 1979년에 에어버스 A310 기종의 주문과 당시 스위스의 최대 항공사인 스위스 항공(현 스위스 국제항공)과 함께 신규 고객을 위해 고급 서비스를 시작했다. 1985년에 에어버스 A300-600R, 에어버스 A320, 보잉 737-300 기종을 주문했으며 이 기종은 1987년부터 1992년까지 도입했다. 추가로 에어버스 A321, 에어버스 A340-300, 보잉 747-400 기종을 주문해 도입했다.
1982년 3월에 루프트한자는 독일 연방 철도와 협력을 시작했다. 1988년에 새로운 기업 이미지를 채택했으며 캐빈을 비롯한 도시 사무실과 공항 라운지가 다시 디자인했으며 그와 동시에 기종도 신도색 작업을 하게 되었다. 1984년 8월 네덜란드 암스테르담에 위치한 펜타 호텔 NV를 인수했다. 같은 해 11월에는 대한민국 진출을 선언하여, 프랑크푸르트를 출발해 앵커리지를 거처 서울에 첫 취항하였다.
같은 해 10월에 국제 항공 운송 협회 연례 회의에서 루프트한자 이사회 국장 겸 CEO가 IATA의 회장으로 선출했다. 루프트한자는 베를린에 위치한 켐핀스키 호텔을 운영했다. 1988년 항공사의 규제 완화로 인해 자유로운 항공 교통과 새로운 경쟁을 위해 독일의 항공사인 저먼윙스 항공을 설립했다. 하지만 외국 항공사를 유치하려는 시도가 반복적으로 실패했으며 이후 경영난으로 인해 설립된 지 1년도 되지 않아 1990년에 청산했다.

### 독일의 통일과스타얼라이언스의 탄생

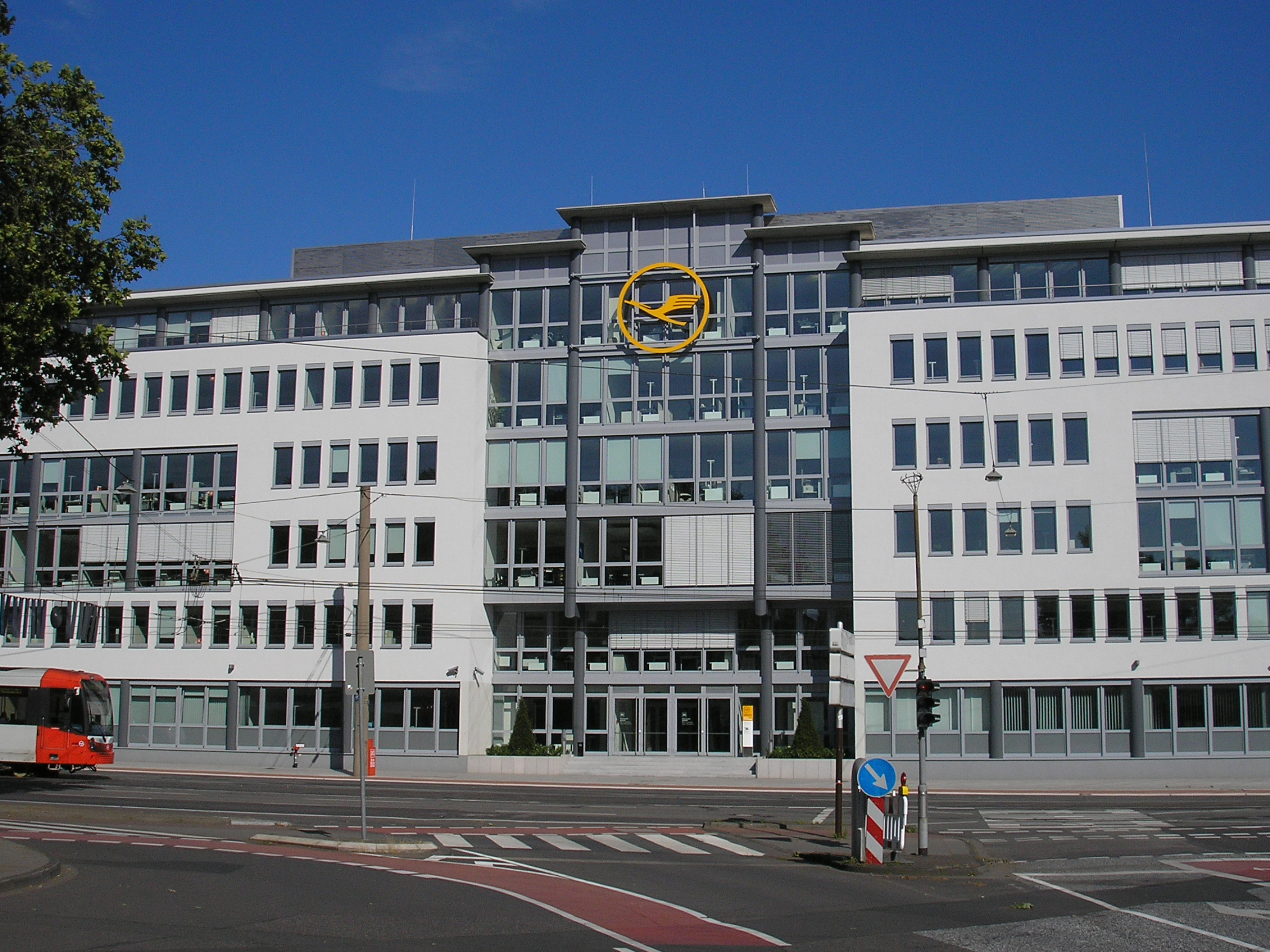
루프트한자의 본사

1990년 10월 28일에 서독과 동독이 통일되면서 독일 최대 규모 항공사로 성장하게 되었다. 1994년 독일 정부가 민영화를 주도함에 따라 민영화되었고 같은 해 독일의 화물 항공사인 루프트한자 카고를 설립했다. 1996년에 독일과 미국과 항공 노선 협정으로 대서양 횡단 항공 시장의 자유화 경쟁이 심화되었다.
또한 루프트한자는 경쟁의 증가로 유럽 연합과 유럽의 모든 항공사는 수송의 규제 완화의 결과로 직면했다. 대규모의 구조 조정 과정에서 루프트한자는 유럽의 항공사 중 가장 먼저 위기를 극복했다.
1997년 5월 14일 최대의 항공사 동맹 스타얼라이언스의 창립 멤버로 타이 항공, 유나이티드 항공, 에어 캐나다, 스칸디나비아 항공과 함께 창립했다. 항공 동맹 창립 계기로 최초의 다자간 비즈니스 제휴를 통해 글로벌 항공 업계에서 항공의 새로운 도전이 시작되었고 그와 동시에 규제 완화와 세계화를 성장하는 데 결정적으로 역할을 하게 되었다.
2000년에 이탈리아의 항공사인 에어원과 코드셰어 협정을 체결하면서 모든 항공편과 제휴를 했으나 이후 에어원은 알리탈리아 항공에 인수됐다. 2001년 9월 11일에 9·11 테러로 인해 손실을 입었지만 이러한 어려움에 불구하고 흑자를 기록했다.
2001년 12월에 15대의 에어버스 A380-800 기종을 주문했으며 10옵션으로 주로 프랑크푸르트를 중심으로 장거리 국제선에 도입하기 위해 주문했다. 2003년 6월에 프랑크푸르트암마인 공항의 포화를 해결하기 위해 뮌헨 국제공항에 제 2터미널을 개설해 포화 해결에 기여했다. 같은 해 26대의 에어버스 A340-600 기종을 도입했다.

### 현대 역사

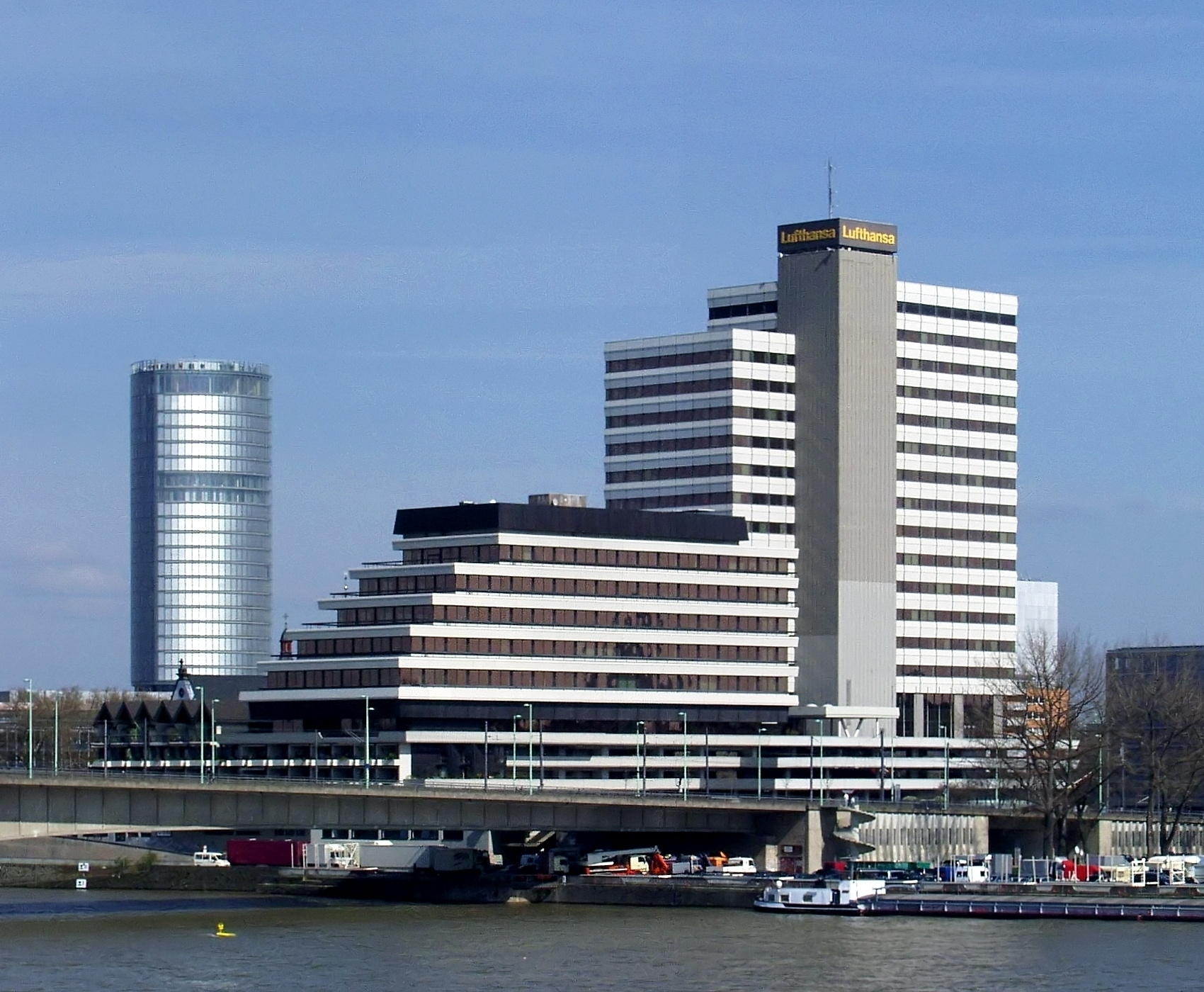
쾰른에 위치한 전 루프트한자의 본사

2004년에 기내 인터넷 서비스인 플라이넷 서비스를 개시했으며, 같은 해 중국의 항공사인 선전 항공과 출자해 제이드 카고 인터내셔널을 설립했다. 2005년 3월에 스위스의 항공사인 스위스 국제항공을 인수했다. 2006년에 20대의 747-8i를 주문했으며 같은 해 기내 인터넷 서비스인 플라이넷 서비스가 중단되었다. 그와 동시에 영국의 항공사인 BMI를 인수해 자회사가 되었지만, BMI는 손실만 기록한 채 2012년 영국항공에 매각했다. 2007년에 5,640만명의 승객을 운송했다.
2009년 10월 기내 모든 장소에서 무선 인터넷을 연결이 가능한 플라이넷 서비스 재개를 발표한 데 이어, 같은 해 오스트리아의 항공사인 오스트리아 항공을 인수했다. 2008년 9월 벨기에 최대 항공사인 브뤼셀 항공의 지분 45%를 인수하기로 계약했는데 이 계기로 브뤼셀 항공은 스타 얼라이언스에 2009년 12월 가입하게 되었다.2009년 1월에 독일의 저가 항공사인 저먼윙스와 독일의 지역 항공사인 유로윙스를 인수해 자회사가 되었다.
2010년 5월에 같은 해 최초로 에어버스 A380-800 기종을 도입했으며 현재까지 8대가 도입했으며 앞으로 7대가 추가로 더 들어올 계획이다. 같은 해 6월 에어버스 A380-800 기종이 프랑크푸르트에서 도쿄 간 국제선 노선에 최초로 취항했다.
또한 장거리 노선에 순차적으로 도입될 예정으로 독일 주요 도시와 미국 주요 도시를 연결하는 노선이 발표했다. 2012년에 최초로 1대의 747-8i 기종을 도입했으며 2015년까지 순차별로 도입될 예정이다. 같은 해 4월에는 BMI를 영국항공이 소속된 국제항공 그룹에 매각했다. 최근 들어 루프트한자는 수익성을 올리기 위해 3,500명의 직원을 감원하는 항공사의 계획을 발표했다.

## 운항 노선
- 2017년 12월 기준으로 루프트한자는 다음과 같은 노선을 운항하고 있다.

### 코드셰어 협정
- 루프트한자는 다음과 같은 항공사들과 코드셰어 협정을 하고 있다. 스타얼라이언스 회원사뿐만 아니라 몇몇 비회원사와 코드셰어 협정을 하고 있다.[8]

| - BMI 리저널 - LATAM 브라질 - LOT 폴란드 항공 (스타얼라이언스) - TAAG 앙골라 항공 - TAP 포르투갈 항공 (스타얼라이언스) - 남아프리카 항공 (스타얼라이언스) - 룩스에어 - 브뤼셀 항공 (스타얼라이언스) - 스위스 국제항공 (스타얼라이언스) - 스칸디나비아 항공 (스카이팀) | - 싱가포르 항공 (스타얼라이언스) - 아비앙카 항공 (스타얼라이언스) - 아제르바이잔 항공 - 에게 항공 (스타얼라이언스) - 에어 뉴질랜드 (스타얼라이언스) - 에어 돌로미티 - 에어 몰타 - 에어 인디아 (스타얼라이언스) - 에어 캐나다 (스타얼라이언스) - 에티오피아 항공 (스타얼라이언스) | - 오스트리아 항공 (스타얼라이언스) - 유나이티드 항공 (스타얼라이언스) - 유로윙스 - 이란 항공 - 이집트 항공 (스타얼라이언스) - 일본항공 (원월드) - 전일본공수 (스타얼라이언스) - 중국국제항공 (스타얼라이언스) - 코파 항공 (스타얼라이언스) - 크로아티아 항공 (스타얼라이언스) | - 타이 항공 (스타얼라이언스) |  |

## 보유 기종
- 2021년 3월 기준으로 루프트한자는 다음과 같은 기종을 보유하고 있으며 에어버스가 대부분을 차지하고 있다.[9][10]

## 좌석

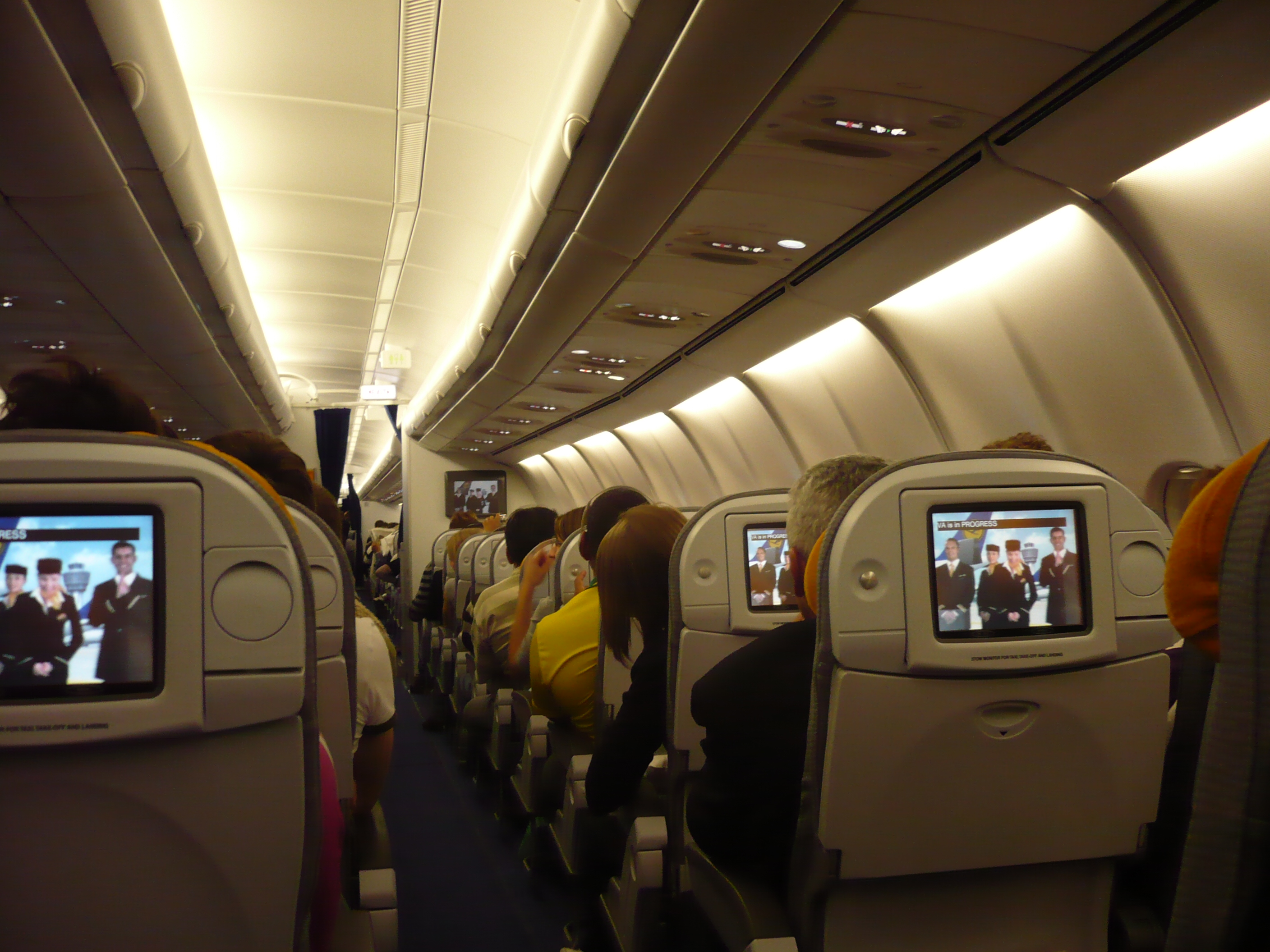
루프트한자의 이코노미 클레스

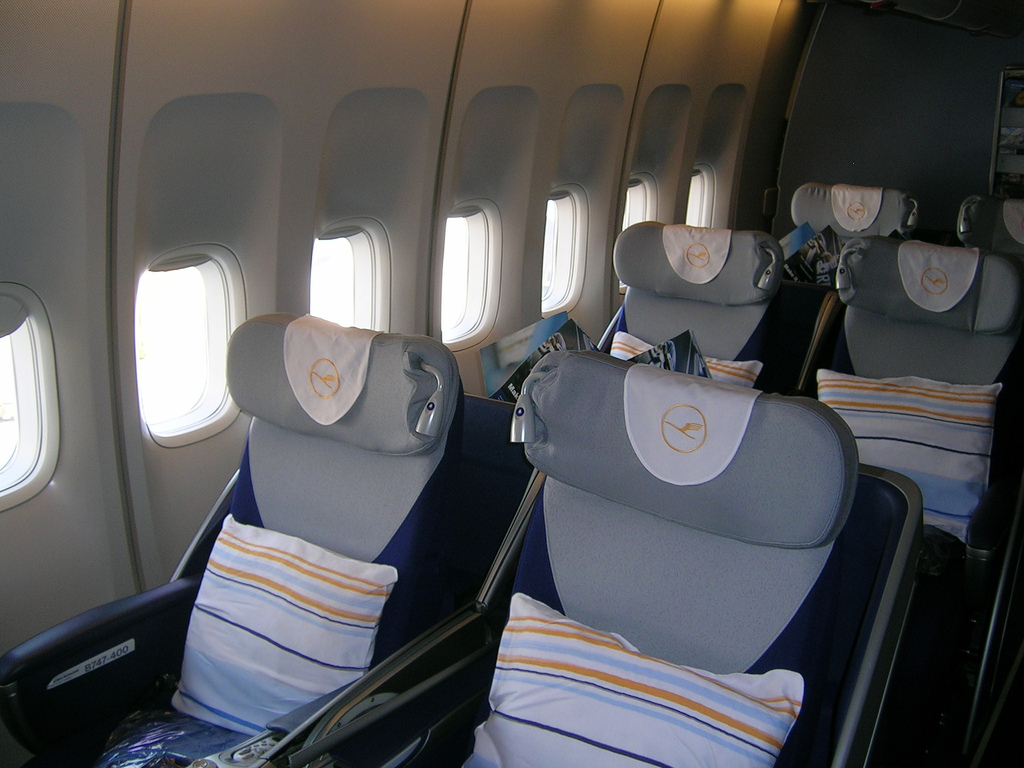
루프트한자의 비즈니스 클레스

### 퍼스트 클래스
루프트한자 퍼스트 클래스는 대부분의 장거리 항공기에 제공된다. 각 좌석은 2 미터 침대로 변환 노트북 전원 콘센트뿐만 아니라 엔터테인먼트 시설을 포함한다. 루프트한자 전용 퍼스트 클래스 체크인 대부분 공항 카운터를 제공하며 관련 전용 퍼스트 클래스 라운지를 제공하고 프랑크푸르트와 뮌헨에 서비스를 제공하나 별도로 프랑크푸르트 전용 퍼스트 클래스 터미널이 있다. 도착 승객은 루프트한자의 퍼스트 클래스 도착 시설을 사용할 수 있는 옵션뿐만 아니라 새로 오신 것을 환영하는 라운지가 있다. 루프트한자는 에어버스 A380에 탑승한 승객을 위해 새로운 일등석 제품을 도입하고 점진적으로 장거리 항공기의 모든에 소개할 계획하고 있다. 새로운 프로그램 평가 점수는 다음 년도까지 이익을 얻기 위해 도입할 계획으로 LH는 노선 신설을 중지하고 광범위하게 대부분의 노선에 자사의 일등석 제공 줄어든다.

### 비즈니스 클래스
루프트한자의 장거리 비즈니스 클래스는 모든 장거리 항공기에 제공된다. 각 좌석은 2미터 직각 평면 침대로 변환하면 노트북 전원 콘센트와 엔터테인먼트 시설을 포함한다. 루프트한자 전용 비즈니스 클래스를 제공된다. 체크와 모든 공항만 아니라 대부분의 공항이나 계약 라운지등 공항만 아니라 프랑크푸르트 도착 후 루프트한자 환영 라운지에서 전용 비즈니스 클래스 라운지에서 카운터에서 제공한다. 그리고 2020년 이후에 항공기에는 1-2-1과 1-1-1 배열로 구성된 비즈니스 클래스를 런치할 예정이다.

### 이코노미 클래스
루프트한자의 장거리 이코노미 클래스는 모든 장거리 항공기에 제공된다. 모든 좌석 피치는 31인치에서 32인치까지 있다. 승객은 식사 뿐만 아니라 무료로 음료수를 제공한다. 2007년 루프트한자는 개인 오디오 비디오 주문형인 AVOD 이코노미 클래스 화면을 제공하기 시작했다. 한편 신기종인 에어버스 A380의 AVOD 시스템이 이미 설치되었다.

## 기타
아시아나항공과는 같은 동맹 내에서도 루프트한자와 관계가 좋지 못해, 양사 간에는 코드셰어 항공편을 운항하지 않는다. 이 여파로 아시아나항공은 유럽방면 코드셰어 노선이 상대적으로 적으며, 스타얼라이언스 내 유럽 항공사들 중에서는 터키항공과 오스트리아 항공만 아시아나항공과 코드셰어 중이다. 현재 아시아나항공이 루프트한자와 협력하는 분야는 기체 정비 부문이며, 아시아나항공 자체에 중정비 기지가 없어서 루프트한자 테크닉 등에 중정비를 위탁하기 때문이다.

### 스타얼라이언스회원과 코드셰어
루프트한자는 스타얼라이언스의 창립 회원사로, 아시아나항공을 제외한 모든 스타얼라이언스 가맹 항공사들과 코드셰어 항공편을 운항하고 있다.

## 특별 도장

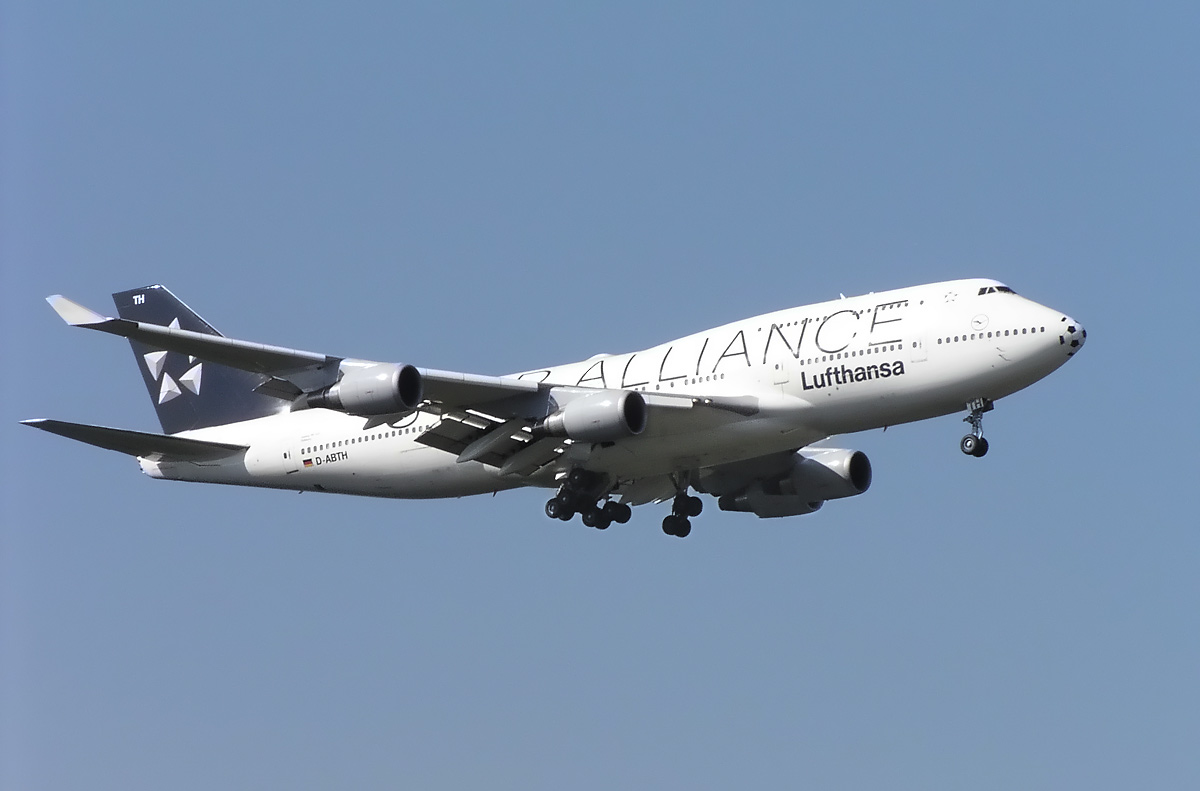
스타 얼라이언스 도장한 루프트한자의 보잉 747-400

- 「EXPO2000 HANNOVER」[37]

보잉 747-400（D-ABVK）,(＊)
- 「STAR ALLIANACE」[39]

보잉 747-400 (D-ABTH),(＊)
- 「50 YEARS Innovation Partnership Boeing and Lufthansa」

보잉 747-400 (D-ABVH)
(＊)현재는 일반 도장에 의한 운항하고 있다.

## 루프트한자 에어 익스프레스

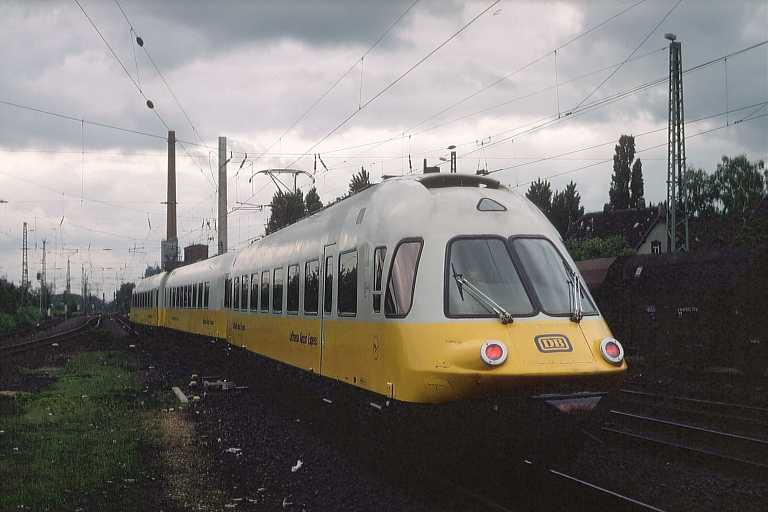
ET403

루프트한자는 한 때 에어포트 익스프레스를 운영한 적이 있다. 이는 주요 도시에서 공항간 항공편 대체 열차로 운행하는 것은 거의 드문 편이다.
1982년부터 1993년까지 프랑크푸르트에서 뒤셀도르프 구간에 채산성이 낮은 국내선 대신 당시 독일 철도(DB)에 전세 열차 루프트한자 에어 익스프레스를 운행했다.
에어 포트 익스프레스는 열차 운전은 DB의 직원이 수행하나 운임이 적용되며 객석의 승무원이나 차내 식사 서비스는 루프트한자가 실시하는 형태를 취하고 있었다. 운행 초반 DB내에서 처리는 영업용 LH와 함께 전차 일등 자동차는 점에서  TEE열차 번호가 맞춰져 있었다. 또한 DB 시간표에 나와 있지 않았다.
처음에는 DB 정기 운용에서 벗어나 보류했다가 슈투트가르트 구간에 정기 노선을 재개했다.
현재 DB의 정기 열차로 ICE의 일부 노선을 운영하고 있으며 루프트한자 여객 전용으로 하는 AI 레일 서비스를 운영하고 있으며 현재 프랑크푸르트 ~ 쾰른 ~ 슈투트가르트 노선을 운영하고 있다.

## 루프트한자 그룹
| 상호 명           | 항공기 댓수 | 소속 항공사         | 소속 국가  | 비고                       |
| ----------------- | ----------- | ------------------- | ---------- | -------------------------- |
| 루프트한자 그룹   | 291         | 루프트한자          | 독일       |                            |
| 루프트한자 그룹   | 54          | 루프트한자 시티라인 | 독일       |                            |
| 루프트한자 그룹   | 19          | 루프트한자 카고     | 독일       |                            |
| 루프트한자 그룹   | 13          | 에어 돌로미티       | 이탈리아   | 루프트한자 항공편으로 운항 |
| 유로윙스          | 109         | 유로윙스            | 독일       |                            |
| 유로윙스          | 10          | 디스커버 항공       | 독일       |                            |
| 유로윙스          | 12          | 유로윙스 유럽       | 오스트리아 | 유로윙스 항공편으로 운항   |
| 유로윙스          | 33          | 저먼윙스            | 독일       |                            |
| 브뤼셀 항공       | 54          | 브뤼셀 항공         | 벨기에     |                            |
| 스위스 국제항공   | 89          | 스위스 국제항공     | 스위스     |                            |
| 스위스 국제항공   | 16          | 에델바이스 에어     | 스위스     |                            |
| 오스트리아 항공   | 83          | 오스트리아 항공     | 오스트리아 |                            |
| 선익스프레스 항공 | 45          | 선익스프레스 항공   | 튀르키예   | 터키항공과 각각 50 % 보유  |
| 선익스프레스 항공 | 10          | 선익스프레스 독일   | 독일       |                            |

### 기타 부문
- 글로벌 로드 컨트롤
- LSG 스카이 셰프
- 루프트한자 커뮤터 홀딩스
- 루프트한자 컨설팅
- 루프트한자 플라이트 트레이닝
- 루프트한자 시스템
- 루프트한자 테크닉

## 사건 및 사고
- 루프트한자 005편
- 루프트한자 181편
- 루프트한자 540편
- 루프트한자 592편
- 루프트한자 2904편
- 루프트한자 9958편
- 루프트한자 4499편
- 루프트한자 45편

## 사진

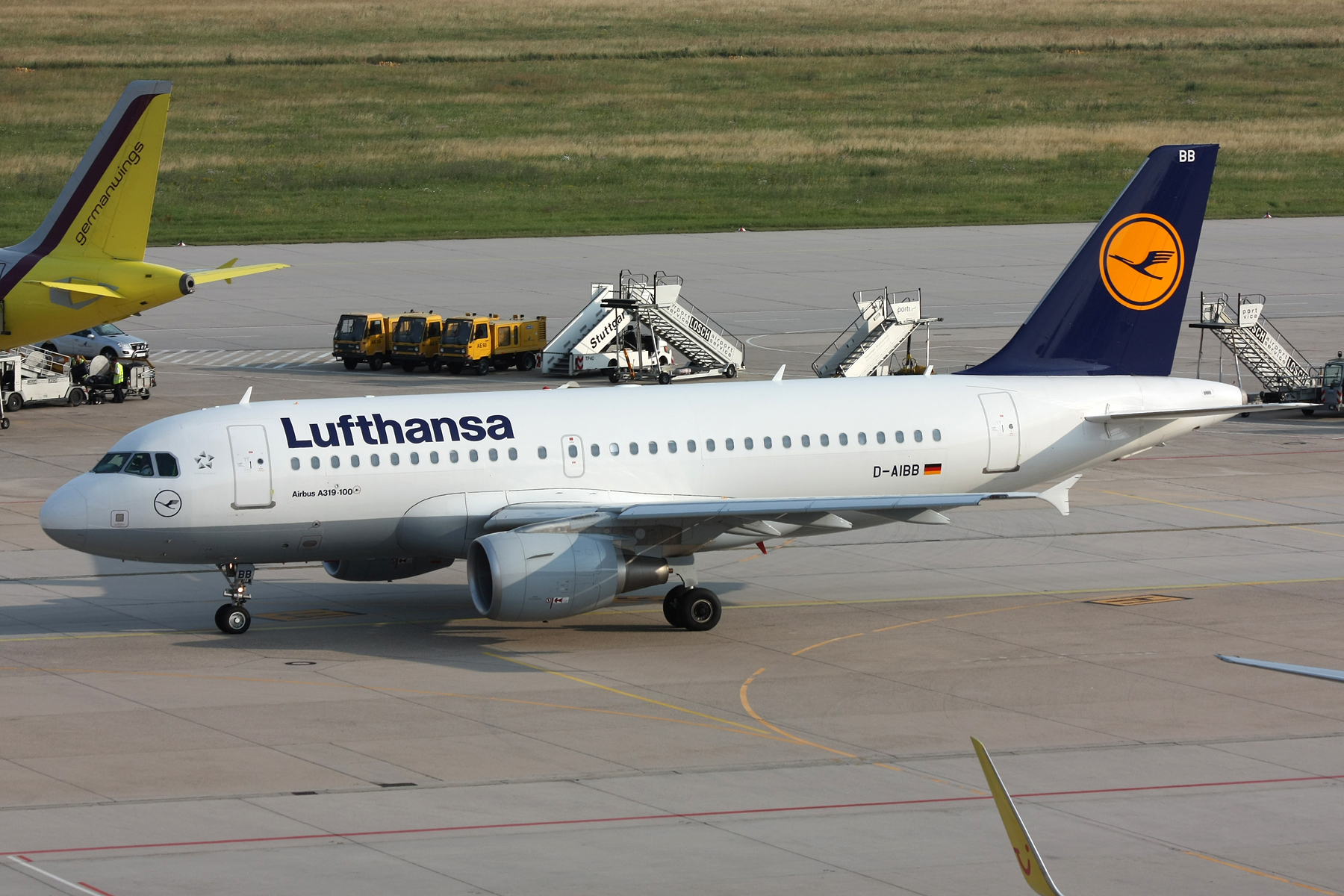
루프트한자의 에어버스 A319-100
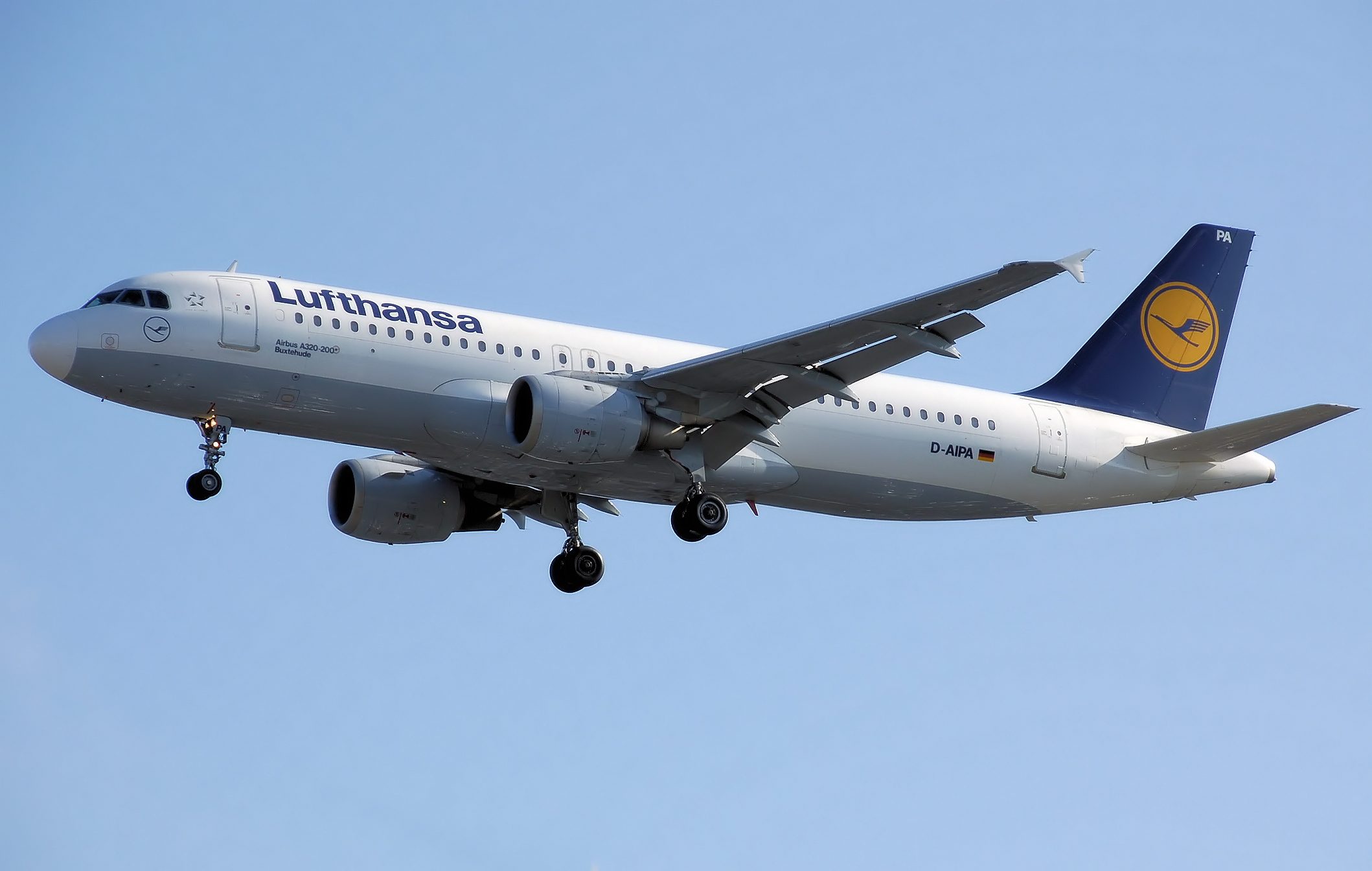
루프트한자의 에어버스 A320-200
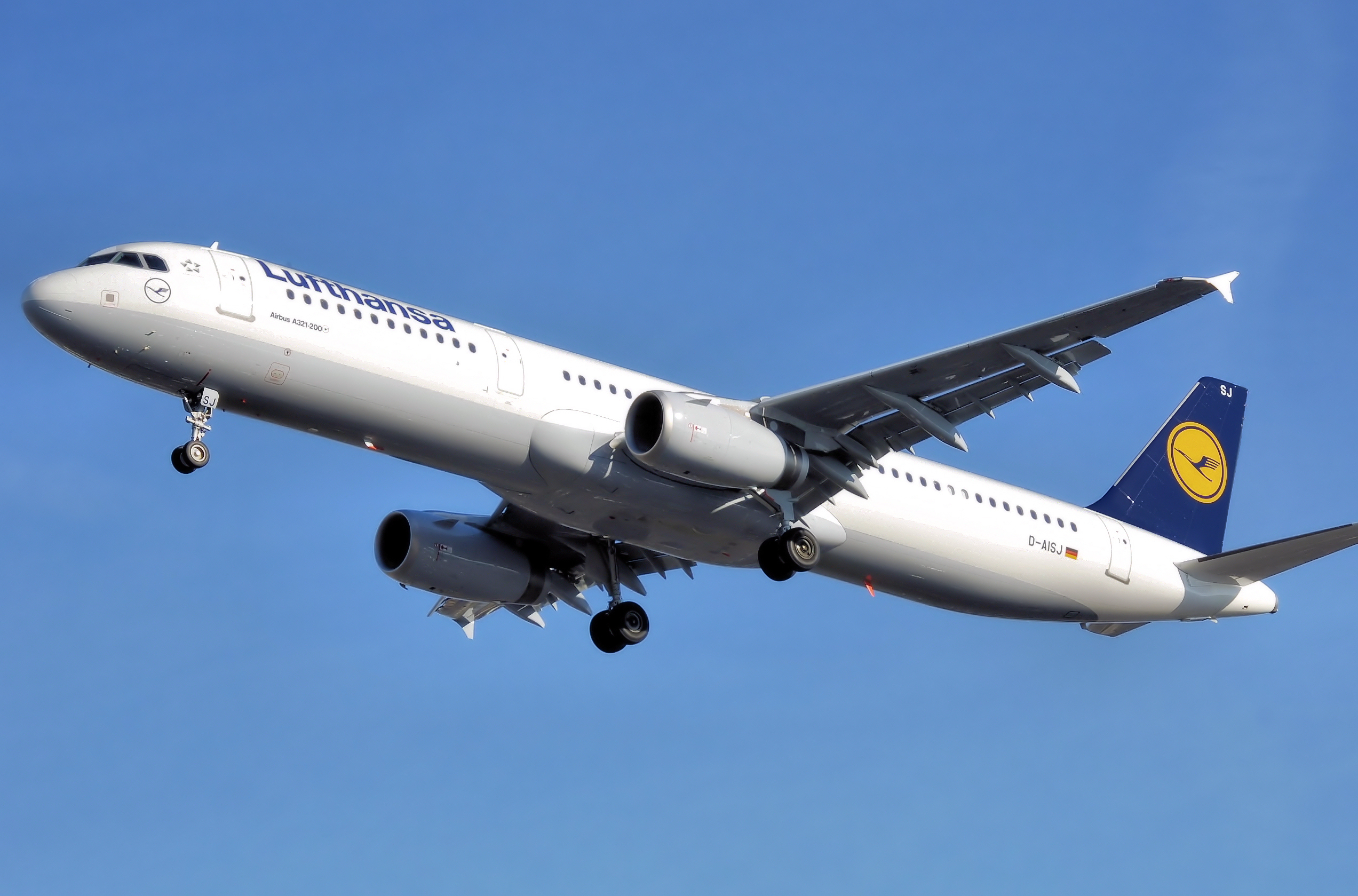
루프트한자의 에어버스 A321-200
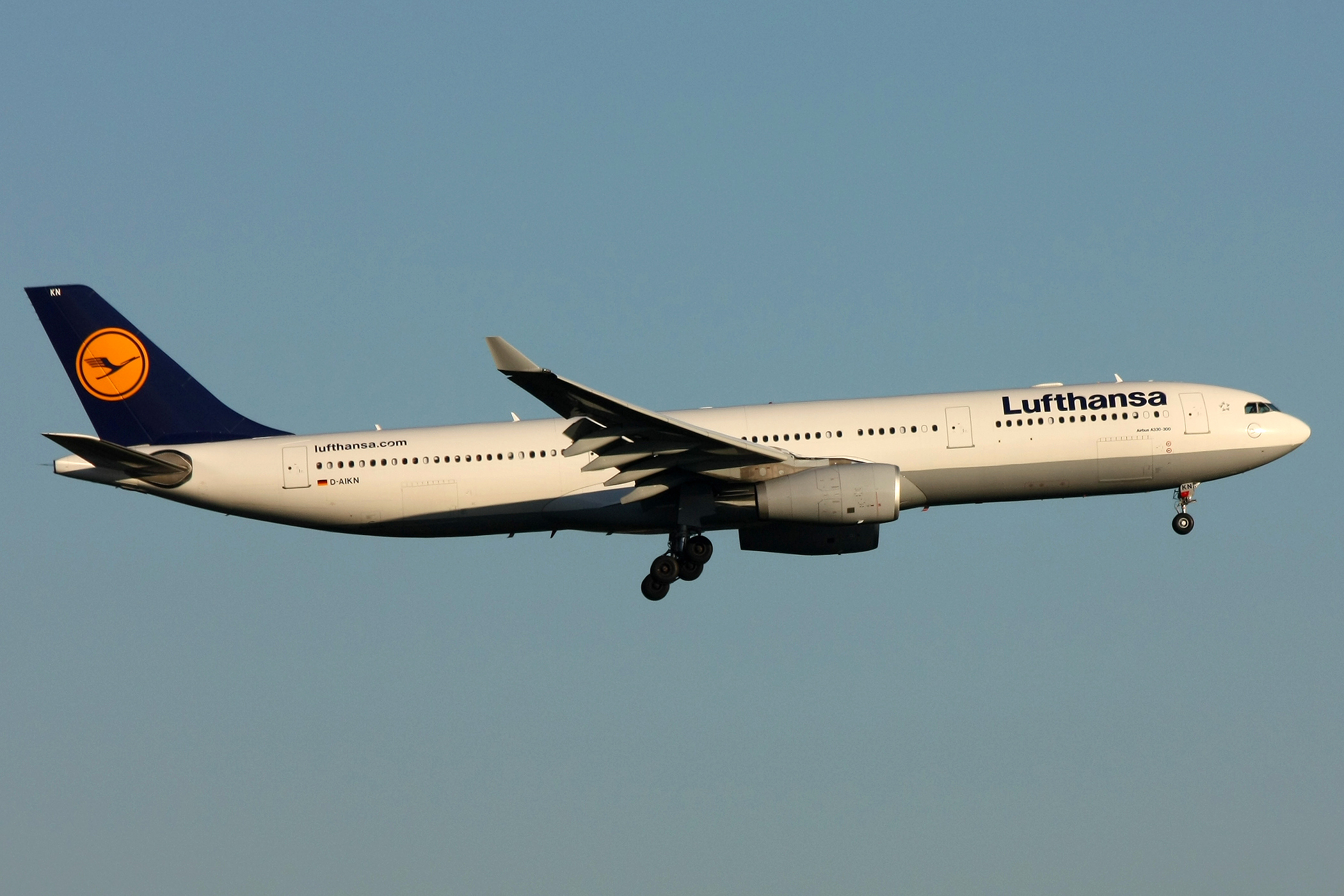
루프트한자의 에어버스 A330-300
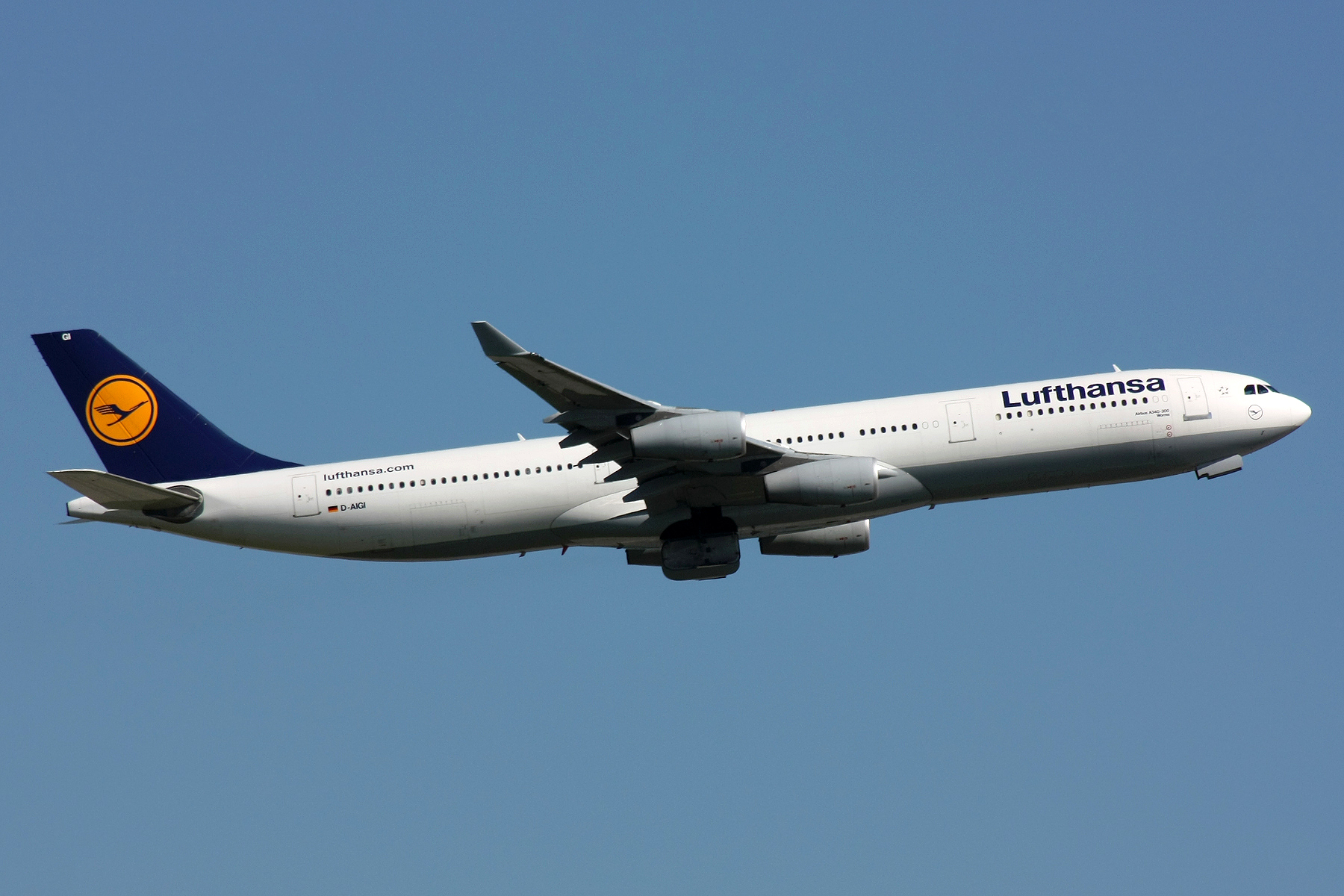
루프트한자의 에어버스 A340-300
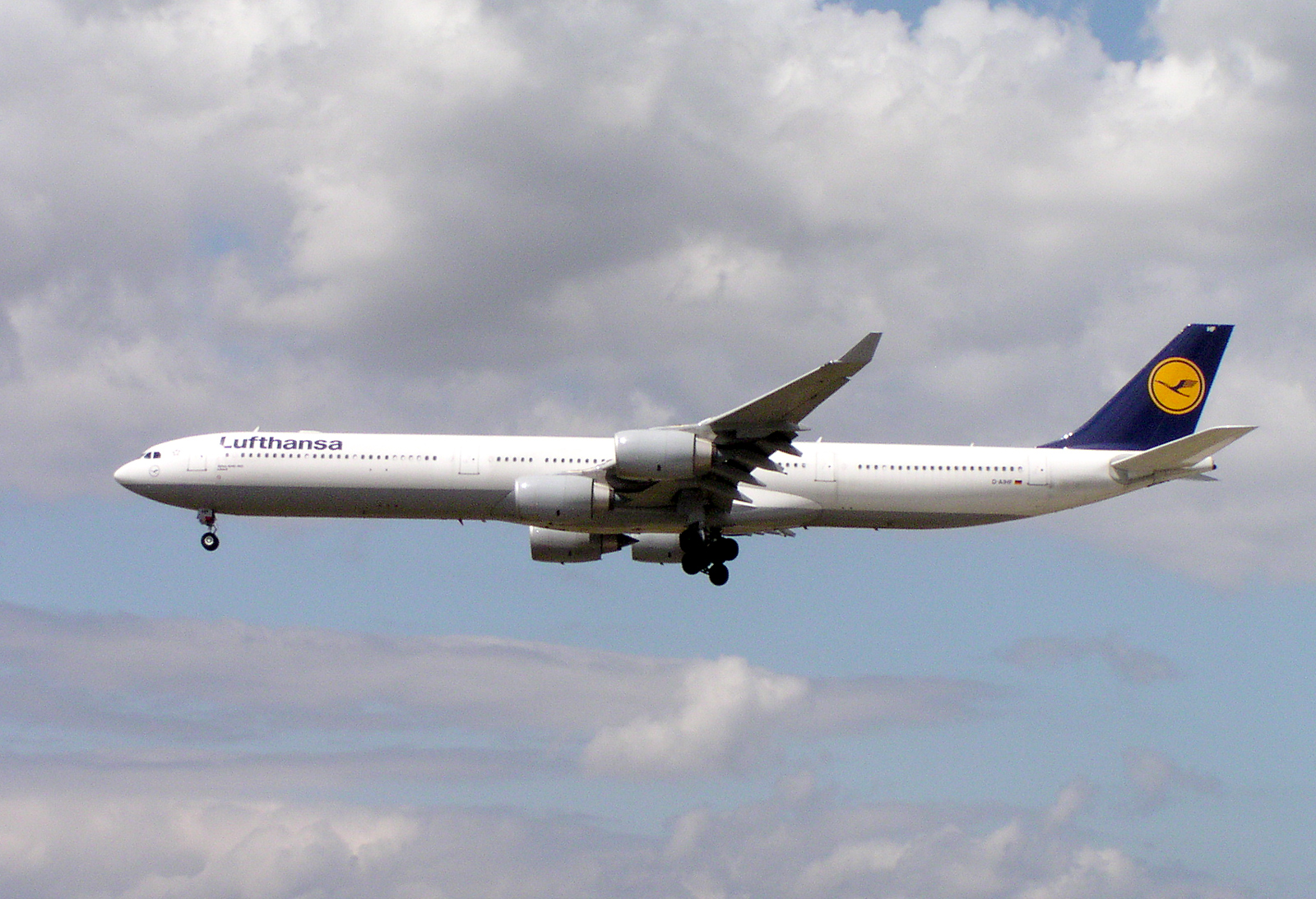
루프트한자의 에어버스 A340-600
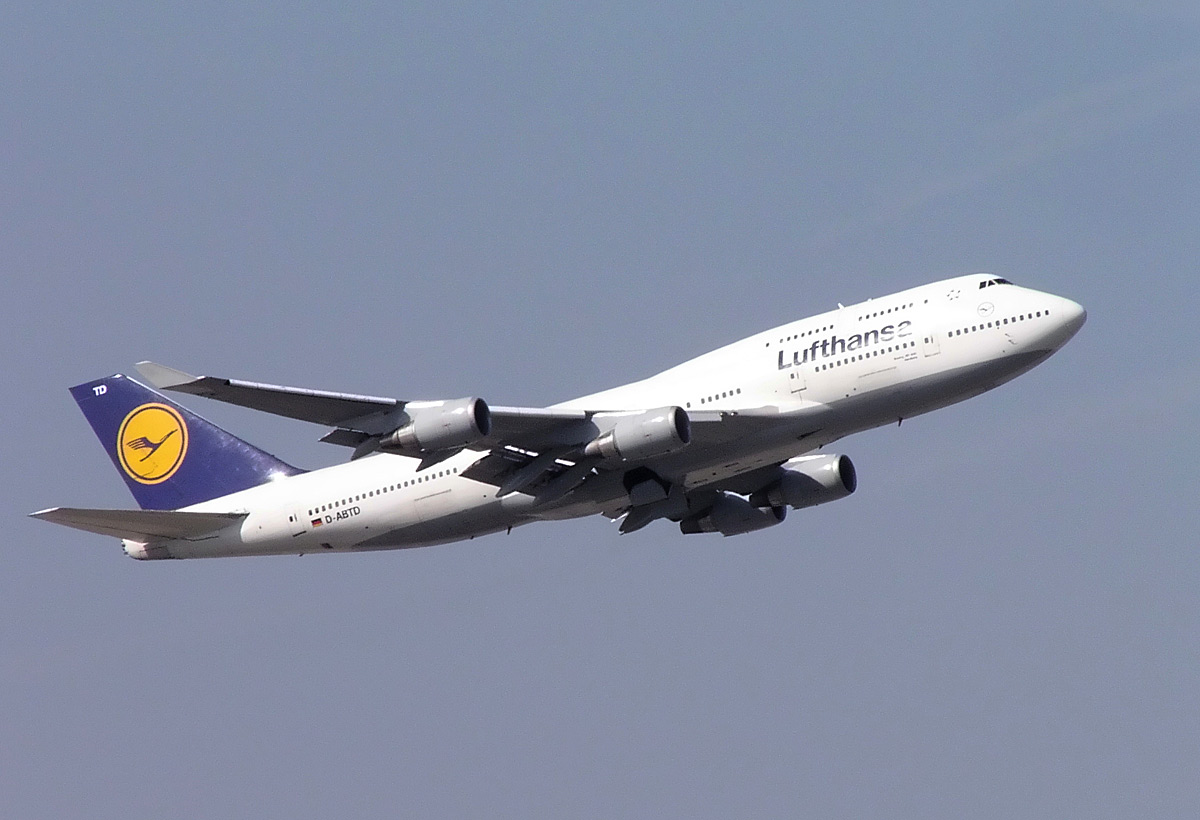
루프트한자의 보잉 747-400
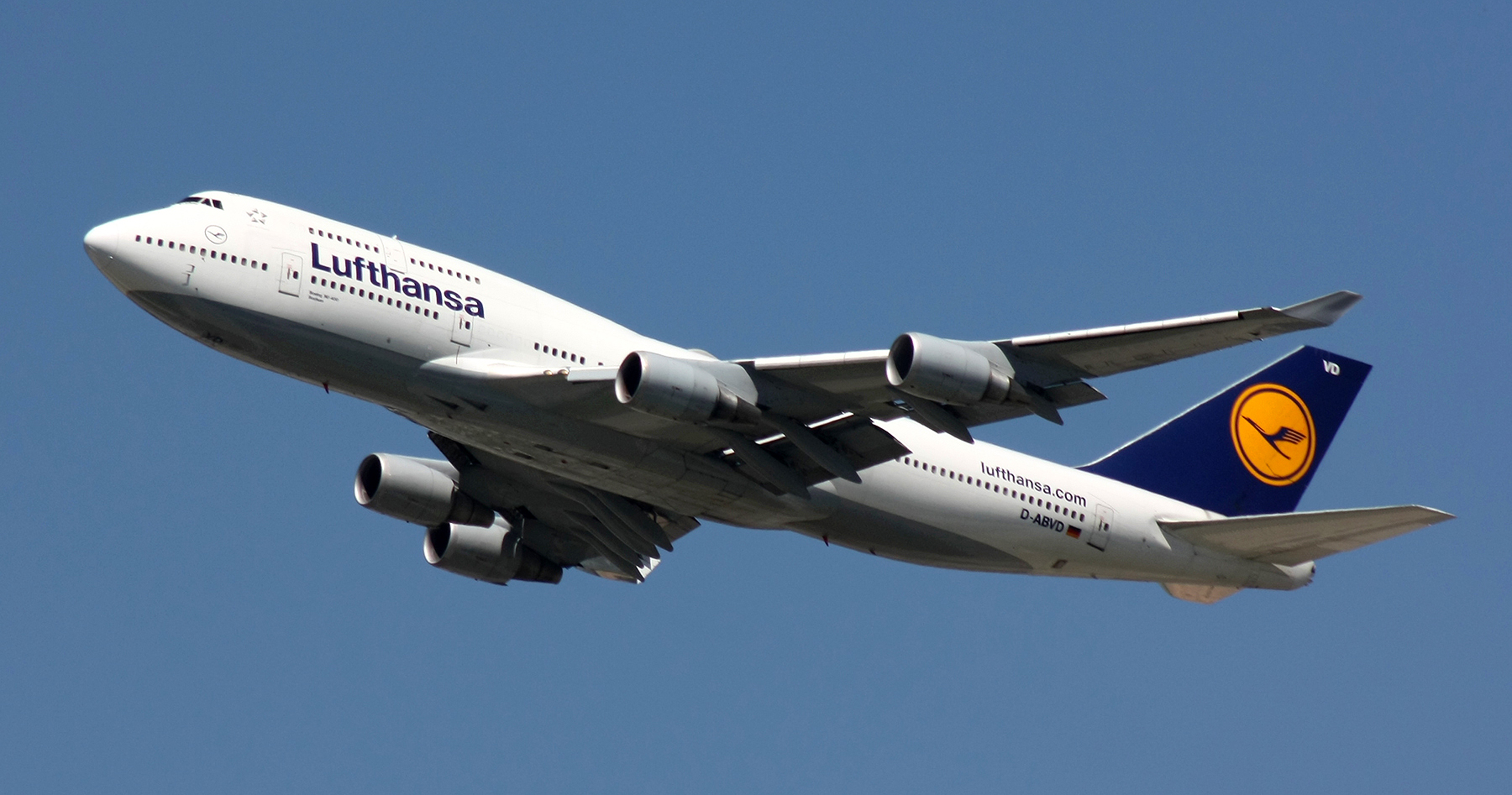
루프트한자의 보잉 747-400
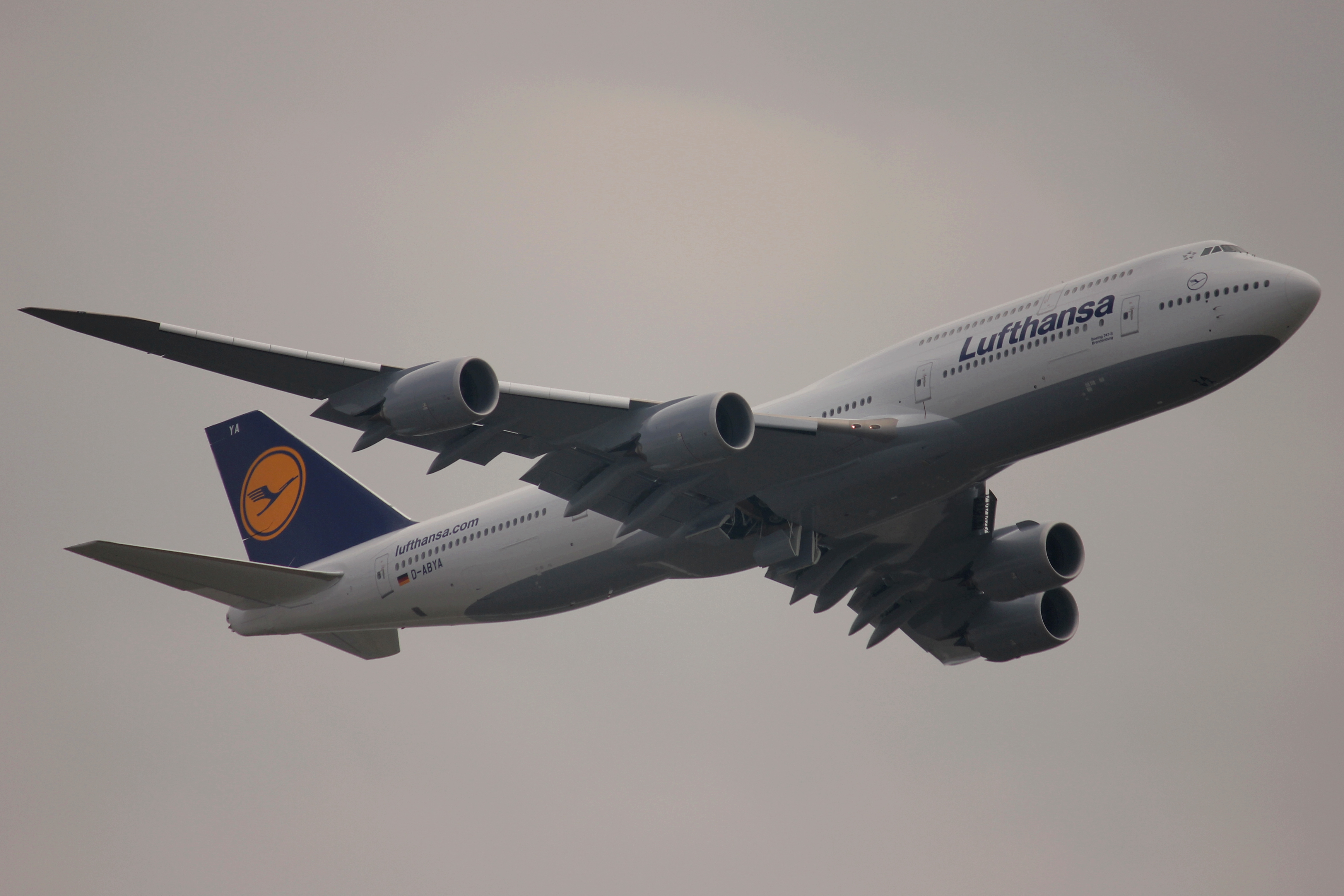
루프트한자의 보잉 747-8I